# Ящірки водяні
Ящірки водяні (Physignathus) — рід ящірок з родини Агамових. Має 2 види.

## Опис
Загальна довжина представників цього роду сягає 90—100 см, з яких хвіст становить близько 2/3. Колір шкіри зелений або сірий. Горло та підборіддя білого забарвлення з блакитним відтінком. На тулубі й хвості є темні поперечні смуги. Тулуб стислий, короткий, масивний. Зазубрений гребінь простягається від потилиці по спині до кінчика хвоста. голова, лапи та щелепи досить міцні.

## Спосіб життя
Полюбляють тропічні ліси. Значну частину життя ведуть на деревах. Можуть стрибати з гілок на гілку або у воду. Гарно лазають та плавають. Харчуються комахами, безхребетними, дрібною рибою, дрібними плазунами, рослинною їжею.
Це яйцекладні ящірки. Самиці відкладають до 20 яєць.

## Розповсюдження
Мешкають у південно-східній Азії, Австралії, на о. Нова Гвінея.

## Види
- Physignathus cocincinus
- Physignathus lesueurii